# 凡德比爾特海灘莊園 (佛羅里達州)
凡德比爾特海灘莊園（英語：Vanderbilt Estates）是位於美國佛羅里達州科利爾縣的一個非建制地區。該地的面積和人口皆未知。

## 地理
凡德比爾特海灘莊園的座標為26°15′48″N 81°49′26″W / 26.26333°N 81.82389°W，而該地的平均海拔高度為0米（即0英尺）。